# Shriners Hospitals for Children Open
Het Shriners Hospitals for Children Open - voorheen bekend als de Las Vegas Invitational - is een golftoernooi in de Verenigde Staten, dat deel uitmaakt van de Amerikaanse PGA Tour. Het toernooi werd opgericht in 1983 en wordt sindsdien altijd gespeeld in Las Vegas, Nevada.

## Geschiedenis
De eerste editie was in 1983 maar nadien is de naam van het toernooi vaak veranderd. Van 1983 tot en met 1991 vond het toernooi plaats op de Las Vegas Country Club en vanaf 1992 vindt het toernooi telkens plaats op de TPC Summerlin.
Sinds 2007 wordt het toernooi georganiseerd door de Shriners Hospitals for Children. Acteur/zanger Justin Timberlake heeft zijn naam aan het toernooi verbonden en functioneert als gastheer. Hij heeft een single handicap en organiseert een concert tijdens het toernooi. Shriners heeft aangekondigd titelsponsor te blijven tot 2017.

## Winnaars
| Seizoen                                                | Baan                                      | Winnaar                                   | Score                                     | Score                                     | Info                                                                   |
| Panasonic Las Vegas Pro Celebrity Classic              | Panasonic Las Vegas Pro Celebrity Classic | Panasonic Las Vegas Pro Celebrity Classic | Panasonic Las Vegas Pro Celebrity Classic | Panasonic Las Vegas Pro Celebrity Classic | Panasonic Las Vegas Pro Celebrity Classic                              |
| ------------------------------------------------------ | ----------------------------------------- | ----------------------------------------- | ----------------------------------------- | ----------------------------------------- | ---------------------------------------------------------------------- |
| 1983                                                   | Las Vegas Country Club                    | Fuzzy Zoeller                             | 340                                       | –15                                       |                                                                        |
| Panasonic Las Vegas Invitational                       |                                           |                                           |                                           |                                           |                                                                        |
| 1984                                                   | Las Vegas Country Club                    | Denis Watson                              | 341                                       | –14                                       |                                                                        |
| 1985                                                   | Las Vegas Country Club                    | Curtis Strange                            | 328                                       | –17                                       |                                                                        |
| 1986                                                   | Las Vegas Country Club                    | Greg Norman                               | 333                                       | –27                                       |                                                                        |
| 1987                                                   | Las Vegas Country Club                    | Paul Azinger                              | 271                                       | –17                                       | Wegens slecht weer, afgewerkt in 4 ronden                              |
| 1988                                                   | Las Vegas Country Club                    | Gary Koch                                 | 274                                       | –14                                       | Wegens slecht weer, afgewerkt in 4 ronden                              |
| Las Vegas Invitational                                 |                                           |                                           |                                           |                                           |                                                                        |
| 1989                                                   | Las Vegas Country Club                    | Scott Hoch po                             | 336                                       | –24                                       | Won de play-off van Robert Wrenn                                       |
| 1990                                                   | Las Vegas Country Club                    | Bob Tway po                               | 334                                       | –26                                       | Won de play-off van John Cook                                          |
| 1991                                                   | Las Vegas Country Club                    | Andrew Magee po                           | 329                                       | –31                                       | Won de play-off van D.A. Weibring                                      |
| 1992                                                   | TPC Summerlin                             | John N. Cook                              | 334                                       | –26                                       |                                                                        |
| 1993                                                   | TPC Summerlin                             | Davis Love                                | 331                                       | –29                                       |                                                                        |
| 1994                                                   | TPC Summerlin                             | Bruce Lietzke                             | 332                                       | –28                                       |                                                                        |
| 1995                                                   | TPC Summerlin                             | Jim Furyk                                 | 331                                       | –28                                       |                                                                        |
| 1996                                                   | TPC Summerlin                             | Tiger Woods po                            | 332                                       | –27                                       | Won de play-off van Davis Love III                                     |
| 1997                                                   | TPC Summerlin                             | Bill Glasson                              | 340                                       | –20                                       |                                                                        |
| 1998                                                   | TPC Summerlin                             | Jim Furyk                                 | 335                                       | –25                                       |                                                                        |
| 1999                                                   | TPC Summerlin                             | Jim Furyk                                 | 331                                       | –29                                       |                                                                        |
| Invensys Classic at Las Vegas                          |                                           |                                           |                                           |                                           |                                                                        |
| 2000                                                   | TPC Summerlin                             | Billy Andrade                             | 332                                       | –28                                       |                                                                        |
| 2001                                                   | TPC Summerlin                             | Bob Estes                                 | 329                                       | –30                                       |                                                                        |
| 2002                                                   | TPC Summerlin                             | Phil Tataurangi                           | 330                                       | –29                                       |                                                                        |
| Las Vegas Invitational                                 |                                           |                                           |                                           |                                           |                                                                        |
| 2003                                                   | TPC Summerlin                             | Stuart Appleby po                         | 328                                       | –31                                       | Won de play-off van Scott McCarron Laatste editie met vijf speelronden |
| Michelin Championship at Las Vegas                     |                                           |                                           |                                           |                                           |                                                                        |
| 2004                                                   | TPC Summerlin                             | Andre Stolz                               | 266                                       | –21                                       |                                                                        |
| 2005                                                   | TPC Summerlin                             | Wes Short po                              | 266                                       | –21                                       | Won de play-off van Jim Furyk                                          |
| Frys.com Open                                          |                                           |                                           |                                           |                                           |                                                                        |
| 2006                                                   | TPC Summerlin                             | Troy Matteson                             | 265                                       | –22                                       |                                                                        |
| 2007                                                   | TPC Summerlin                             | George McNeill                            | 264                                       | –24                                       |                                                                        |
| Justin Timberlake Shriners Hospitals for Children Open |                                           |                                           |                                           |                                           |                                                                        |
| 2008                                                   | TPC Summerlin                             | Marc Turnesa                              | 263                                       | –25                                       |                                                                        |
| 2009                                                   | TPC Summerlin                             | Martin Laird po                           | 265                                       | –19                                       | Won de play-off van Chad Campbell & George McNeill                     |
| 2010                                                   | TPC Summerlin                             | Jonathan Byrd po                          | 263                                       | –21                                       | Won de play-off van Martin Laird & Cameron Percy                       |
| 2011                                                   | TPC Summerlin                             | Kevin Na                                  | 261                                       | –23                                       |                                                                        |
| 2012                                                   | TPC Summerlin                             | Ryan Moore                                | 260                                       | –24                                       |                                                                        |
| Shriners Hospitals for Children Open                   |                                           |                                           |                                           |                                           |                                                                        |
| 2013-2014                                              | TPC Summerlin                             | Webb Simpson                              | 260                                       | –24                                       |                                                                        |
| 2014-2015                                              | TPC Summerlin                             | Ben Martin                                | 264                                       | –20                                       |                                                                        |
| 2015-2016                                              | TPC Summerlin                             | Smylie Kaufman                            | 268                                       | –16                                       |                                                                        |
| 2016-2017                                              | TPC Summerlin                             | Rod Pampling                              | 264                                       | –20                                       |                                                                        |
| 2017-2018                                              | TPC Summerlin                             | Patrick Cantlaypo                         | 275                                       | –9                                        | Cantlay won de play-off van Alex Čejka en Kim Meen-whee                |

| Toernooirecord (5 ronden) |  | Toernooirecord (4 ronden) |  | po: play-off |

## Trivia
- Dit toernooi was het eerste toernooi van de PGA Tour met een prijzengeld boven de $ 1.000.000.
- In 1996 behaalde Tiger Woods hier zijn eerste overwinning als professional.